# Liste von Persönlichkeiten der Stadt Tønsberg
Die Liste von Persönlichkeiten der Stadt Tønsberg enthält Personen, die im norwegischen Tønsberg geboren wurden sowie solche, die dort zeitweise gelebt und gewirkt haben, jeweils chronologisch aufgelistet nach dem Geburtsjahr. Die Liste erhebt keinen Anspruch auf Vollständigkeit.

## In Tønsberg geboren

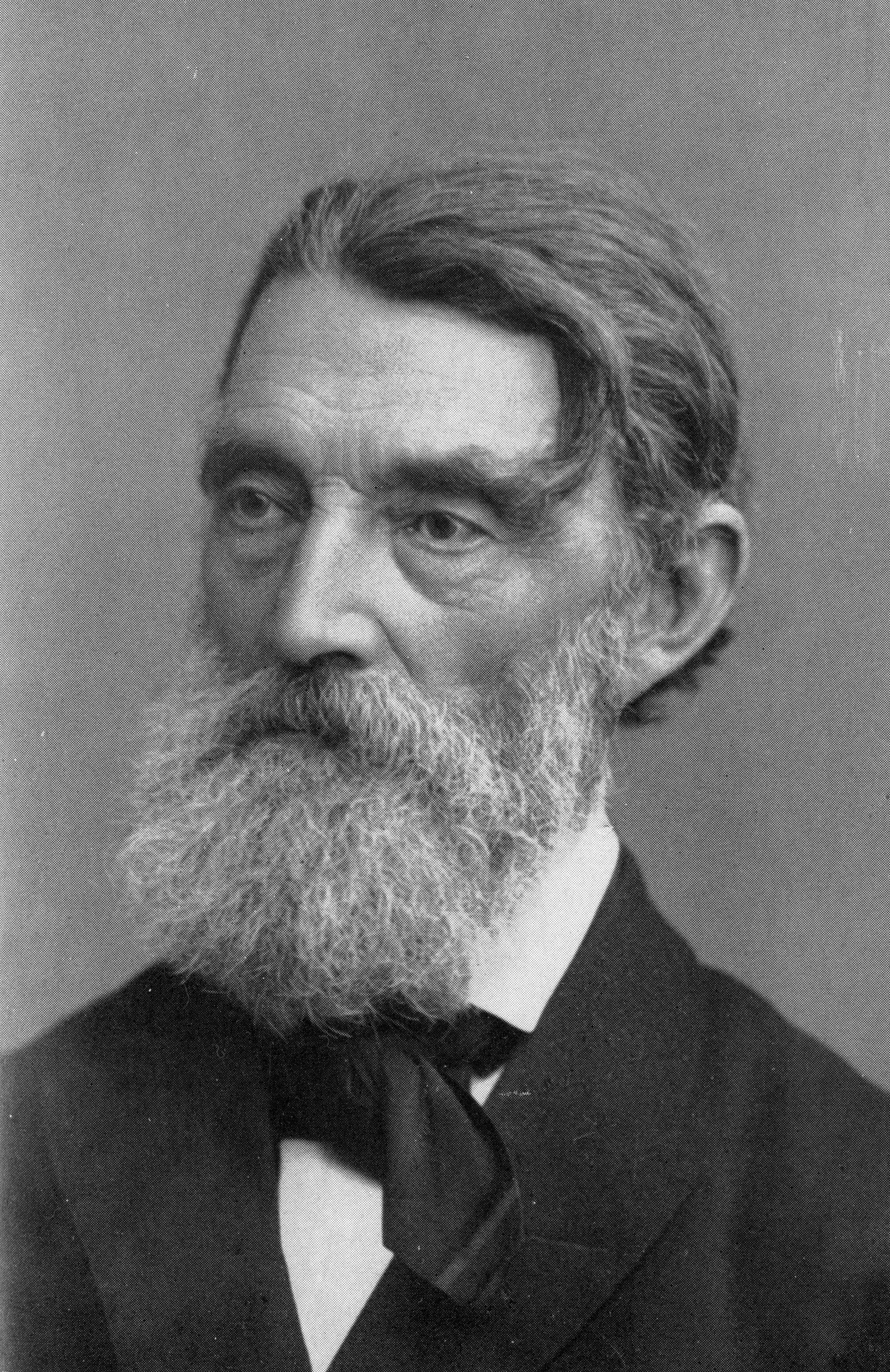
Johan Sverdrup

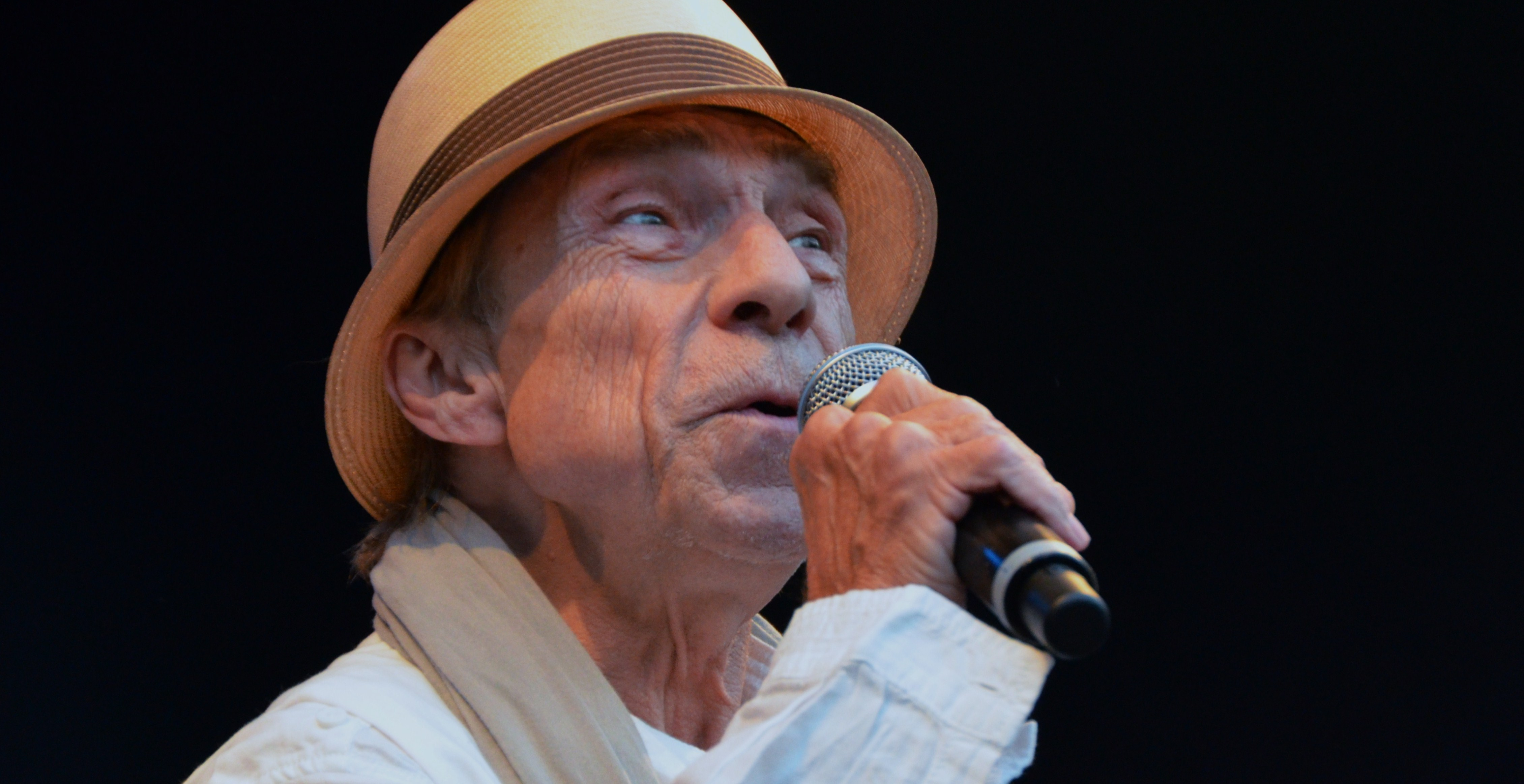
Jahn Teigen

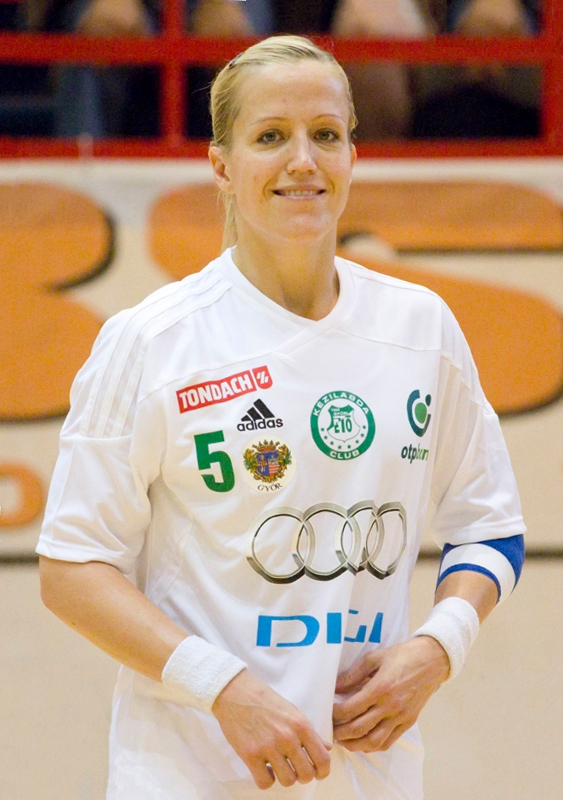
Heidi Løke

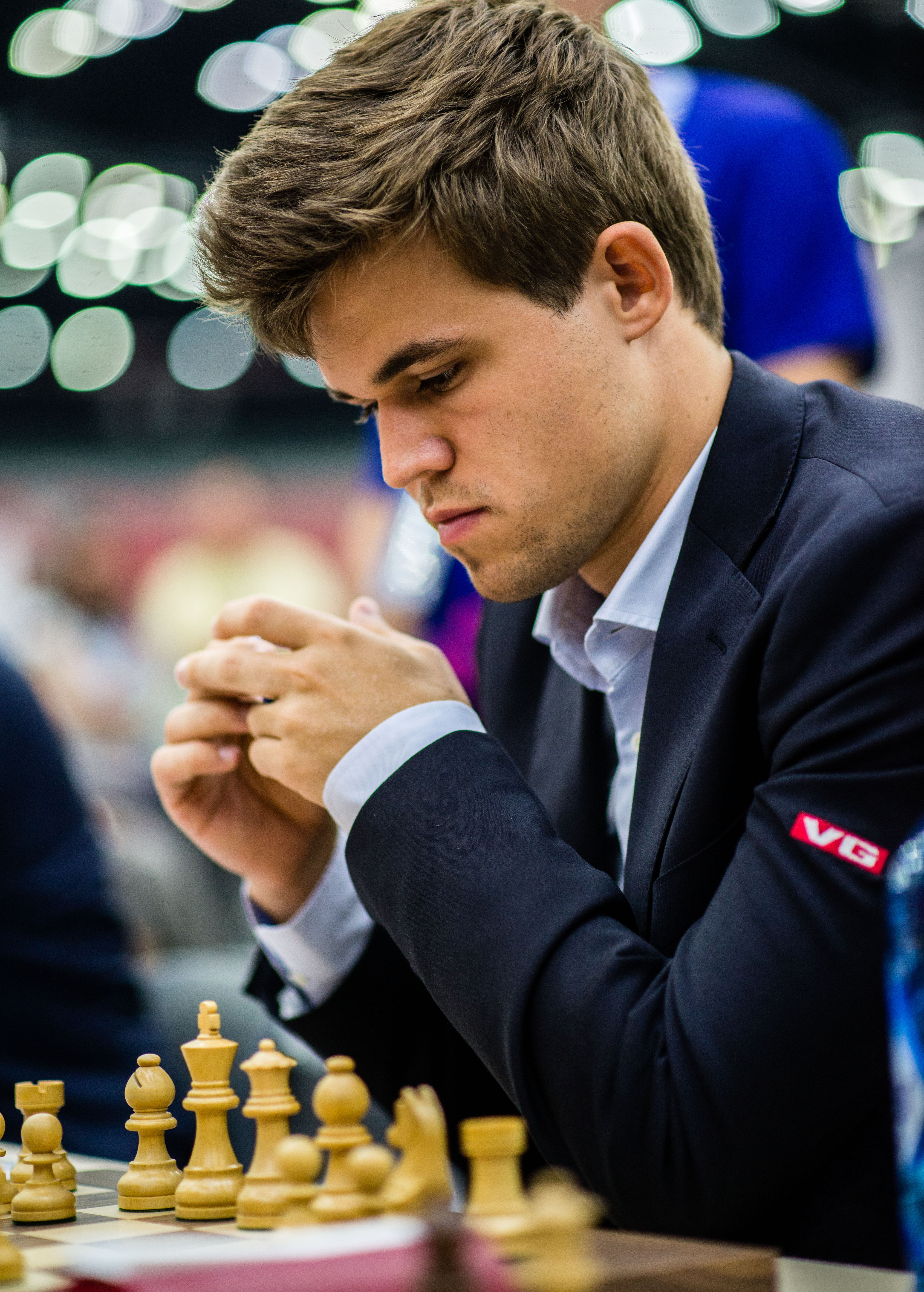
Magnus Carlsen

### Bis 1800
- Håkon V. (1270–1319), König von Norwegen
- Niels Wulfsberg (1775–1852), Pfarrer, Herausgeber und Zeitungsredakteur

### 19. Jahrhundert
- Svend Foyn (1809–1894), Walfang- und Schiffsmagnat
- Johan Sverdrup (1816–1892), Politiker (Venstre), Mitglied des Storting und Ministerpräsident
- Johan Gottfried Conradi (1820–1896), Komponist
- Vincent Stoltenberg Lerche (1837–1892), Maler
- Axel Thue (1863–1922), Mathematiker
- Carsten Bruun (1868–1951), Sportschütze
- Charles Ericksen (1875–1916), Ringer
- Abraham Nilsen Hovland (1876–1957), Marineoffizier und Erfinder
- Sigurd Smebye (1886–1954), Turner
- Anton Barth von der Lippe (1886–1960), Reederei Bruun & von der Lippe
- Ingolf Rød (1889–1963), Segler
- Frithjof Olstad (1890–1956), Ruderer
- Einar Berntsen (1891–1965), Segler und Eisschnellläufer
- Tryggve Sagen (1891–1952), Reeder, Kunstsammler und Mäzen
- Mathias Torstensen (1892–1975), Ruderer
- Ragnar Vik (1893–1941), Segler
- Otto Aulie (1894–1923), Fußballspieler
- Claudia Olsen (1896–1980), Politikerin
- Johanna Elisabeth Meyer (1899–1968), Fotografin und Journalistin

### 20. Jahrhundert

#### 1901 bis 1950
- Carl Falck (1907–2016), Manager
- Arnold Rørholt (1909–1986), Jurist
- Ernst Rojahn (1909–1977), Schachspieler
- Ebba Lodden (1913–1997), Politikerin
- Jon Bing (1944–2014), Science-Fiction-Schriftsteller und Jurist
- Jan Johansen (* 1944), Kanute
- Jan Mehlum (* 1945), Schriftsteller, Diplom-Ökonom, Soziologe
- Egil Søby (* 1945), Kanute
- Tom Martin Biseth (* 1946), Radrennfahrer
- Bjørn Floberg (* 1947), Theater- und Filmschauspieler
- Finn Schau (* 1948), Schauspieler und Synchronsprecher
- Karianne Christiansen (1949–1976), Skirennläuferin
- Jahn Teigen (1949–2020), Sänger und Musiker

#### 1951 bis 1975
- Terje Andersen (* 1952), Eisschnellläufer
- Ingvar Ambjørnsen (1956–2025), Schriftsteller
- Dag Hopen (* 1961), Radrennfahrer
- Per Arne Olsen (1961–2022), Politiker
- Ann Lislegaard (* 1962), Fotografin und Multimedia-Künstlerin
- Svein Nyhus (* 1962), Autor
- Ingeborg Hungnes (* 1962), Sängerin
- Yngve Gasoy-Romdal (* 1968), Schauspieler und Sänger
- Morten Stordalen (* 1968), Politiker
- Linda Andersen (* 1969), Seglerin
- Harald Rosenløw Eeg (* 1970), Schriftsteller
- Johnny Jensen (* 1972), Handballspieler und -trainer
- Anders Aukland (* 1972), Skilangläufer
- Trude Marstein (* 1973), Schriftstellerin und Übersetzerin
- Steffen Kjærgaard (* 1973), Radrennfahrer
- Lene Nystrøm (* 1973), Sängerin, Musikerin und Schauspielerin
- Kristine Duvholt Havnås (* 1974), Handballspielerin
- Tonje Larsen (* 1975), Handballspielerin und -trainerin
- Jørgen Aukland (* 1975), Skilangläufer

#### 1976 bis 2000
- Olaf Tufte (* 1976), Ruderer
- Frøy Aagre (* 1977), Jazz-Saxophonistin (Sopran- und Tenorsaxophon), Bandleaderin und Komponistin
- Jonas Bendiksen (* 1977), Fotojournalist
- Heidi Løke (* 1982), Handballspielerin
- Lisa-Marie Woods (* 1984), Fußballspielerin
- Einar Riegelhuth Koren (* 1984), Handballspieler
- Lise Løke (* 1984), Handballspielerin
- Tore Bjørseth Berdal (* 1988), Skilangläufer
- Lars Helge Birkeland (* 1988), Biathlet
- Marthe Reinkind (* 1988), Handballspielerin
- Adrian Gjølberg (* 1989), Straßenradrennfahrer
- Fredrik van der Horst (* 1989), Eisschnellläufer
- Emily Stang Sando (* 1989), Handballspielerin
- Kjetil Borch (* 1990), Ruderer
- Kaia Dahle Nyhus (* 1990), Illustratorin und Kinderbuchautorin
- Magnus Carlsen (* 1990), Schachgroßmeister und Schachweltmeister
- Harald Reinkind (* 1992), Handballspieler
- Mie Sando (* 1993), Handballspielerin
- Vilde Ingeborg Johansen (* 1994), Handballspielerin
- Sindre Pettersen (* 1996), Biathlet
- Adelén (* 1996), Popsängerin
- Sindre Aho (* 1997), Handballspieler
- Simen Holand Pettersen (* 1998), Handballspieler
- Jeanette Hegg Duestad (* 1999), Sportschützin

### 21. Jahrhundert
- Andrea Modin Engesæth (* 2001), Leichtathletin
- Gro Randby (* 2002), Biathletin

## Persönlichkeiten mit Bezug zu Tønsberg
- Erling Steinvegg († 1207), Bagler-König
- Håkon Håkonsson unge (1232–1257), norwegischer Mitkönig
- Blanche von Namur († 1363), Königin von Schweden und Norwegen
- Abraham Berge (1851–1936), Politiker (Frisinnede Venstre), Mitglied des Storting
- Nikolai Nissen Paus (1877–1956), Chirurg, Krankenhausdirektor und Präsident des Norwegischen Roten Kreuzes
- Elias Corneliussen (1881–1951), Konteradmiral
- Petter Sørlle (1884–1933), Walfänger, Polarforscher und Erfinder
- Sverre Bruun (1886–1987), Lektor und Lehrbuchautor
- Jens Bjørneboe (1920–1976), Schriftsteller
- Ilze Burkovska Jacobsen (* 1971), Filmregisseurin und Journalistin